# Wiesław Horabik
Wiesław Horabik (ur. 19 stycznia 1949 w Krakowie, zm. 2023) – polski dziennikarz, pisarz i tłumacz z języka angielskiego.

## Życiorys
Jest absolwentem I Ogólnokształcącego Liceum im. Tadeusza Kościuszki w Łukowie. W 1975 roku ukończył studia na Uniwersytecie Marii Curie-Skłodowskiej w Lublinie na Wydziale Filologii Angielskiej, gdzie uzyskał stopień magistra filologii angielskiej.
W latach 1977–1987 pracował jako dziennikarz czasopisma literackiego „Kamena”. W latach 1987–1989 był komentatorem spraw polskich dla programu radiowego BBC Newshour. W 1988 był polskim korespondentem brytyjskiej gazety „The Guardian”. W latach 1988–1989 był korespondentem amerykańskiej agencji prasowej South-North News Service. W latach 1989–1990 był redaktorem naczelnym gazety „Dzień” w Lublinie.
Od 1990 do 1995 przebywał w Stanach Zjednoczonych, gdzie był dziennikarzem gazet polonijnych: „The Polish World” (Detroit 1990-1992), „Nowy Dziennik” (Nowy Jork), „Gwiazda Polarna” (Stevens Point – Wisconsin), „Gazeta” (Toronto), ponadto publikował też w „The Citizen” (Detroit).
Po powrocie do Polski w 1995 pracował jako dziennikarz-komentator i felietonista niezwiązany z żadnym tytułem na stałe. Publikował m.in. w gazetach i tygodnikach „Wprost”, „Życie”, „Polityka”, „Cash” i „Warsaw Voice”. W 2006 r. został komentatorem spraw europejskich dla gazety „Den” (Kijów). W latach 2004–2006 był współpracownikiem „The European Voice” (Bruksela).

## Twórczość literacka
Autor kilku książek z zakresu tzw. medycyny alternatywnej, biografii sławnych postaci, książek publicystycznych z zakresu literatury faktu. Tłumacz beletrystyki oraz literatury faktu z języka angielskiego i na język angielski.

### Twórczość własna
- W 1975 ukazały się trzy opowiadania Wiesława Horabika w almanachu Na widnokręgu – Wydawnictwo Lubelskie, Lublin 1975.
- Pokonać raka Biografia Dr Stanisława Burzyńskiego – Wydawnictwo CanQuest Publishing Co., San Francisco 1995 ISBN 0-9648323-0-5.
- The Lonely Battle with Cancer – Wydawnictwo M Publishing. Nowy Jork 1995 ISBN 0-9648323-1-4.
- Elżbieta II – królowa dwóch epok – Wydawnictwo Medium, Warszawa 1997 ISBN 83-86755-61-X.
- Kim pan jest, doktorze Burzyński – Wydawnictwo bis, Warszawa 1998 ISBN 83-87082-68-6.
- Ukraina niespełniona – Wydawnictwo Ex-Libris, Lublin 2007 ISBN 978-83-924398-3-7.
- Tańczyć dla cara. Biografia Matyldy Krzesińskiej. Wydanie internetowe. Kraków 2019
- Zbrodnia z podtekstem. Wydanie internetowe. Kraków 2020
- Sekrety Londynu – Wydawnictwo Księży Młyn, Łódź 2022 ISBN 978-83-7729-690-5.

### Tłumaczenia
- Ada Pietrowa, Peter Wilson, Śmierć Hitlera – Wydawnictwo Prószyński i S-ka, Warszawa 1997 ISBN 83-7180-066-5.
- Barry Unsworth Tajemnica Madonny – Wydawnictwo Prószyński i S-ka, Warszawa 1998 ISBN 83-7180-739-2.
- Sheila Ostrander, Lynn Schroeder, Superlearning – Wydawnictwo MEDIUM, Warszawa 1997 ISBN 83-86755-75-X.
- David Wise Kryptonim Nightmover – Wydawnictwo Prószyński i S-ka, Warszawa 1997 ISBN 83-7180-039-8.
- Daniel Jonah Goldhagen, Gorliwi kaci Hitlera – Wydawnictwo Prószyński i S-ka Warszawa 1999 ISBN 83-7180-254-4.
- Peter Mason, Pozwolenie na zabijanie – Wydawnictwo Magnum, Warszawa 2000 ISBN 83-85852-46-8.
- Ben Pimlot, Królowa – Wydawnictwo Magnum, Warszawa 1998 ISBN 83-85852-30-1.